# ادوبی مدیا پلیر
ادوبی مدیا پلیر (انگلیسی: Adobe Media Player) یک برنامه پخش رسانه ای دسکتاپ بود که کاربران را قادر می ساخت تا با محتوای رسانه ای خود مدیریت و ارتباط برقرار کنند و ناشران محتوا را قادر به تعریف نام تجاری و تبلیغات در داخل و اطراف خود می کرد. این نرم‌افزار به کاربران اجازه می داد تا تولید وب کست کنند.